# Hana Abdi
Hana Abdi (persisch هانا عبدی anhörenⓘ) ist eine iranische Frauenrechtlerin.
Abdi ist Psychologie-Studentin. Sie engagierte sich in der Azarmehr Vereinigung von Frauen Kurdistans und beteiligte sich an der „Eine-Million-Unterschriften-Kampagne“ für mehr Frauenrechte in Iran. Am 4. November 2007 ist sie von sieben Agenten des Geheimdienstes im Haus ihres Großvaters in Sanandadsch festgenommen und im Juni 2008 in Zusammenhang mit „sicherheitsbedingten Vorwürfen“ zu fünf Jahren Haft verurteilt worden. 
Am 7. Oktober wurde ihre Strafe auf 1,5 Jahre reduziert und ihre Verbannung aufgehoben, ihre Freilassung aus der Haft erfolgte schließlich am 17. März 2009 nach Verbüßung ihrer Haftstrafe.